# Meliboeus insulicolus
Meliboeus insulicolus es una especie de escarabajo del género Meliboeus, familia Buprestidae. Fue descrita científicamente por Fisher en 1935.